# Fouquières-lès-Lens
Fouquières-lès-Lens é uma comuna francesa na região administrativa de Altos da França, no departamento de Pas-de-Calais. Estende-se por uma área de 4,14 km².